# تسا فلوریو-گاویلسکی
تسا فلوریو-گاویلسکی (انگلیسی: Tessa Florio-Gavilsky؛ زادهٔ ۲۰ ژوئیهٔ ۱۹۸۹) بازیکن فوتبال اهل ایالات متحده آمریکا است.